# Championnats du monde de tir 2018
Navigation
Édition précédente Édition suivante
Les championnats du monde de tir 2018, cinquante-deuxième édition des championnats du monde de tir, ont lieu du 2 au 14 septembre 2018 à Changwon, en Corée du Sud.
Cela a également servi de première qualification pour les Jeux olympiques d'été de 2020.